# Fiesta de Nuestra Señora del Rosario (Luarca)
Las fiestas de Nuestra Señora del Rosario, de tradición marinera, se celebran en la localidad asturiana de Luarca, en el concejo de Valdés. Están declaradas de Interés Turístico Nacional siendo además las fiestas de mayor tradición de la villa.
Resulta prácticamente imposible de situar los inicios de estas populares fiestas, pero se encuentran testimonios de celebraciones en honor a la Virgen de Nuestra Señora del Rosario ya en el siglo XIX en periódicos de la época. Como toda festividad marinera goza de un carácter netamente popular, especialmente entre aquellos con pasado o presente marinero. Las similitudes con otras festividades de tradición marinera son constantes, encontrándose elementos en común como los pañuelos marineros, el saleo, procesión marítima común en las celebraciones marineras, o las canciones entonadas que narran hazañas marineras como la habanera "La playa del querer", tradicionalmente conocida como Marinero marinero, que están cargadas de nostalgia. Pese a su tradición  popular más que centenaria, no gozan del honor de ser las fiestas patronales del concejo, pues ese privilegio le corresponde a las de San Timoteo. 
Previo al día grande se elaboran una serie de actividades enfocadas a honrar no sólo a la Virgen del Rosario, patrona marinera local, sino lúdicas, como los tradicionales juegos náuticos o la popular sardinada (reparto de sardinas y sidra) efectuada por la Cofradía de Pescadores Nuestra Señora del Rosario, de Luarca y organizadora de las fiestas. El 15 de agosto es el día de mayor relevancia en los festejos, a los que acuden millares de personas de todo el concejo, o incluso de otros puntos de la región. Ese día se lleva a cabo una misa en la Iglesia de Santa Eulalia de Luarca, para después realizar una pequeña procesión que recorre todo el muelle, con la compañía de las autoridades municipales y al compás de la Banda de Música "La Lira" de Luarca, de centenaria tradición, hasta llegar al antiguo Mesón de la Mar, en la actualidad cerrado. Ahí se sube la figura a un barco que encabezará el saleo acompañado de todos los barcos luarqueses hasta mar adentro. Una vez allí se realizan una serie de ofrendas con ramos y coronas de flores al mar en recuerdo de los marineros fallecidos y se entonan canciones populares marineras. Los barcos que realizan el saleo suelen estar engalanados con banderas o flores que decoran las embarcaciones. Completada la procesión marítima, los más jóvenes saltan al agua desde la rula local (lonja de pescado, en castellano).   